# 龍王 (馬)
龍王（日语：ロードカナロア），是日本純種競賽馬匹。生涯稱霸短途賽事，並未曾跌出三甲之外，曾於2013年稱霸春秋短途賽，並於當年達成短途馬錦標及香港短途錦標連霸，被譽为日本2010年代賽馬史上最強大的短途馬，並於2018年被選爲日本中央競馬會殿堂馬。

## 出賽前
2008年3月11日出生於北海道新日高町KI牧場，於一口馬主俱樂部Lord Horse Club Co. Ltd.進行馬主募集。
其後交由栗東訓練中心練馬師安田隆行訓練。

## 競賽生涯

### 2歲
2010年12月5日出戰小倉競馬場2歲新馬戰，由古川吉洋策騎，最終輕鬆獲得首勝利。

### 3歲
2011年首戰爲1月5日的公開賽青年盃，雖然比賽途中以先頭位置進入最後彎道，但於直路上被後上的Derma Durga超越，獲得亞軍。
其後回歸1200米賽事，出戰一場3歲500萬獎金以下條件戰，再次因爲於直路上被超越而獲得亞軍。
4月16日出戰條件戰龍血樹賞，於領先的姿態下進入直路，並於直路上拋離對手獨走，最終以3馬位的優秀奪得第二場勝利。
5月14日出戰葵葉錦標，再次於直路中段開始拋離對手，最終以1 1/4馬位取得勝利。

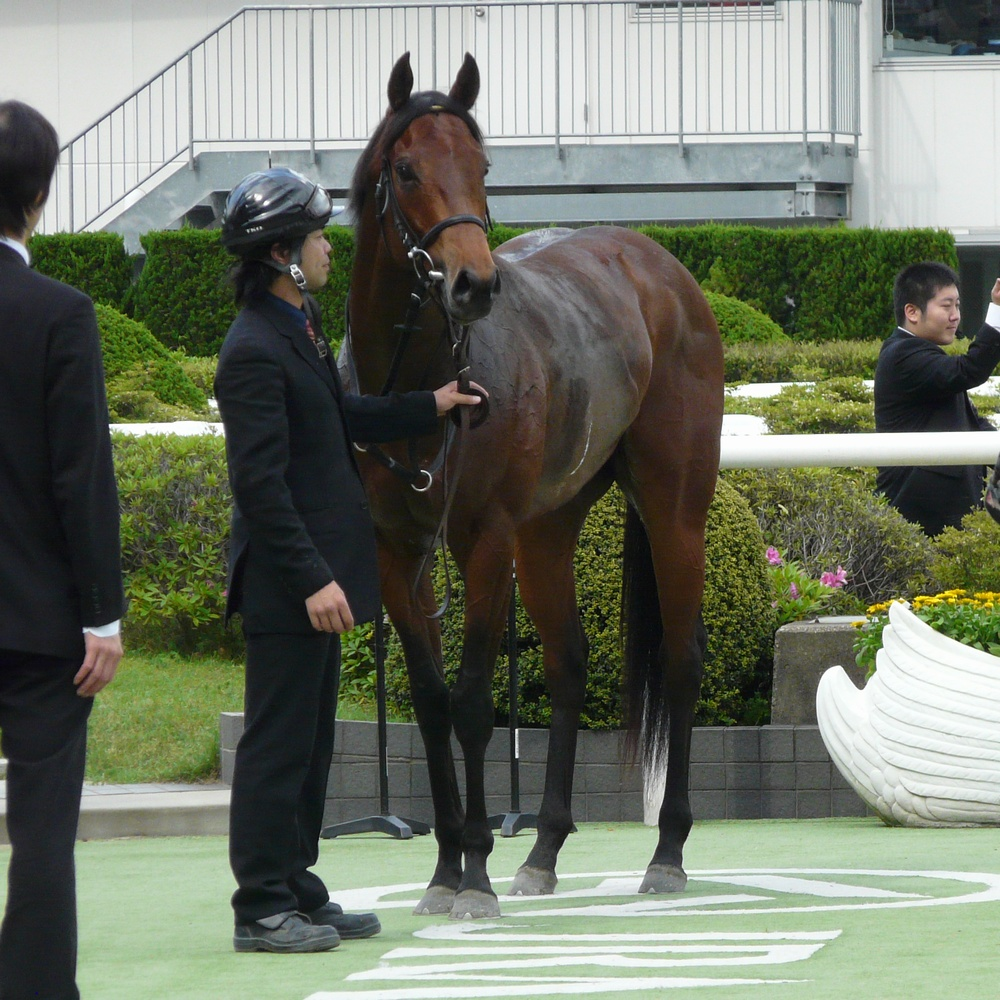
葵葉錦標沙圈

完成賽事後，其進入放草狀態，爲將來秋季的賽事備戰。
11月6日復出出戰京洛錦標，爲其首次和年長馬匹決戰。比賽開始後，其並未採取以往使用先行的戰術，反而於中團位置進行推進，並以第七的位置通過最後彎道。進入即直路後，其開始發力加速，跑出全場最快末腳之下超越前方對手，斬獲三連勝。
其後出戰三級賽京阪盃，雖然爲其首次挑戰分級賽，但仍然獲得第一人氣。比賽開始後，其重新使用先頭戰術，於約莫第四的位置推進。進入直路後，其趁着前方領放馬失速的機會，進佔領先的位置。直路進行到中段的時候，其仍然保持速度及優勢，最終於跑出全場第二快末腳的情況下，成功抵擋後上馬Grand Prix Angel的追擊，獲得首個分級賽冠軍。

### 4歲
2012年首戰爲絲路錦標，再次以壓倒性的1.4倍獨贏賠率獲得第一人氣。本次比賽，其於中團位置展開追走，並於直路上超越失控的領放馬，再次獲得分級賽冠軍，目前位置出戰六場1200米的比賽仍然未嘗一敗。

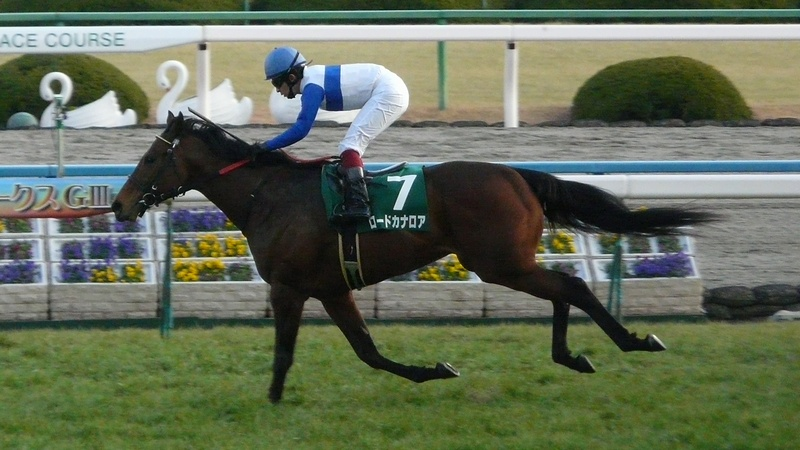
出戰絲路錦標的龍王

其後以絕佳的姿態出戰一級賽高松宮紀念，毫無懸念地獲得第一人氣。比賽開始後，其處於先頭的位置推進，並以相同節奏通過最後彎道。進入直路後，雖然其未有失速的狀態，但開始顯得力弱，最終未能追上前方同馬房的真機伶又被後方之聖卡羅超越，獲得季軍。
6月17日出戰函館短途錦標，雖然於高松宮紀念未能掄元，但仍然受馬迷期待獲得第一人氣。比賽開始後，其於內欄有利位置展開推進，並以良好的節奏準備通過彎道。然而於進入直路的時候受到阻擋，被迫閃出外檔形成不利局面，最終於此狀態下，即使直路上奮力衝刺仍未能超越前方的華倫之夢，獲得亞軍。
短暫放草過後出戰9月的人馬錦標，再次獲得第一人氣，但本次比賽其於直路上在最後關頭被辛辣風味超越，僅以頭位的差距落敗，再次獲得亞軍。
9月30日出戰短途馬錦標，由於此前三戰均未能勝出，落後於春季勝出高松宮紀念的真機伶獲得第二人氣。比賽開始後，其使用京洛錦標時所展開的中團戰術，於第八的位置推進。進入彎道後，其開始發力加速，並跑出全場第二快末腳成功超越前方的真機伶。最終，其以打破中山競馬場1200米賽道紀錄的1分6.6秒時間衝線，成功奪得首個一級賽冠軍。
其後陣營宣佈安排其遠征香港，出戰12月9日的香港短途錦標。本次比賽，其需要面對包含力爭連霸的上屆盟主天久等強敵。比賽開始後，其處於先頭位置開始推進，並以穩定的節奏通過最後彎道。進入直路後，其開始發力加速，以凌厲的姿態開始衝刺，最終於發揮強勁的實力之下，以2 1/2優勢拋離第二的愛跑得，再次贏得一級賽冠軍，亦爲首次有日本賽駒於此賽事勝出。
年末，由於其成功於短途馬錦標獲勝兼且遠征香港成功掄元，因而於最佳短途馬評選中以283票當選，但於日本馬王及最佳4歲以上雄馬評選中則分別大敗於貴婦人及黃金巨匠。

### 5歲
2013年年初，其原先收到阿聯酋方面有關杜拜金莎軒錦標的邀請，但由於陣營疑慮長途運輸等因素，加上想於高松宮紀念彌補上年度遺憾的原因，因而婉拒邀請並宣佈年度首戰爲阪急盃。其於比賽開始後處於卻剝第五的位置追走，並於最後直路衝出，以輕鬆的姿態贏得冠軍。
3月24日出戰高松宮紀念，以1.3倍的獨贏賠率再次奪得第一人氣。比賽開始後，其處於中團較後的位置推進，並以較後的名次通過最後彎道。進入直路後，其再次發揮自身優秀的末腳速度，成功超越前方領放的白山明月，並保持速度抵擋後方華倫之夢的追擊。最終，於其一直保持優勢之下，以破紀錄的1分8.1秒領先華倫之夢1 1/4馬位衝線，獲得第三個一級賽冠軍。

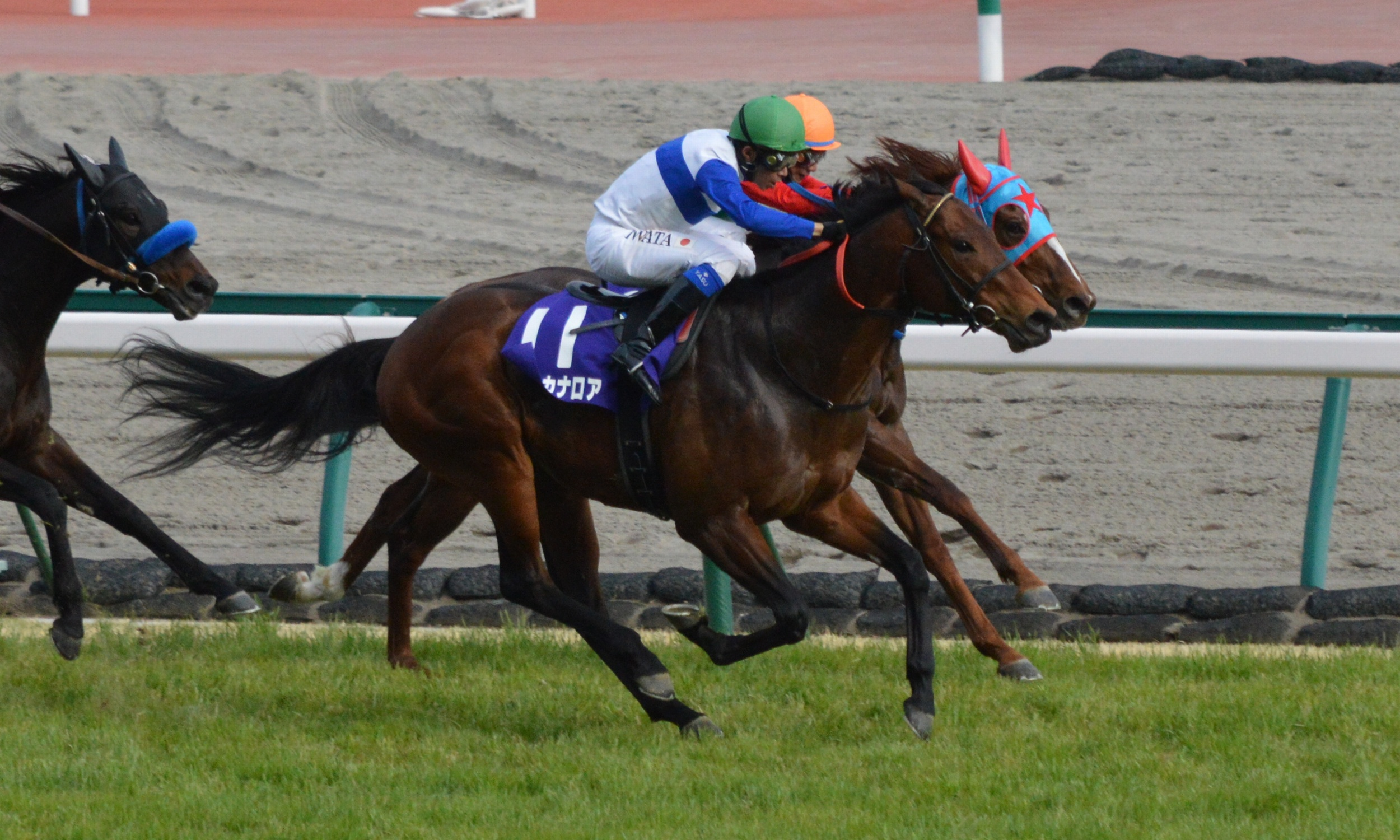
出戰高松宮紀念的龍王

其後陣營安排其出戰安田紀念，雖然有增程上的疑慮，但仍然獲得第一人氣。比賽開始後，其再次選擇留於中團的戰術，於馬群中央等待時機。進入直路後，其隨即加速衝刺，並於直路上拋離其他對手。雖然於最後關頭，一直於初段處於最後方的湘南聲威奮力直追，但龍王依然可以憑藉其直路初段建立的優勢，於衝線時以頸位壓過對方，再次贏得一級賽冠軍。

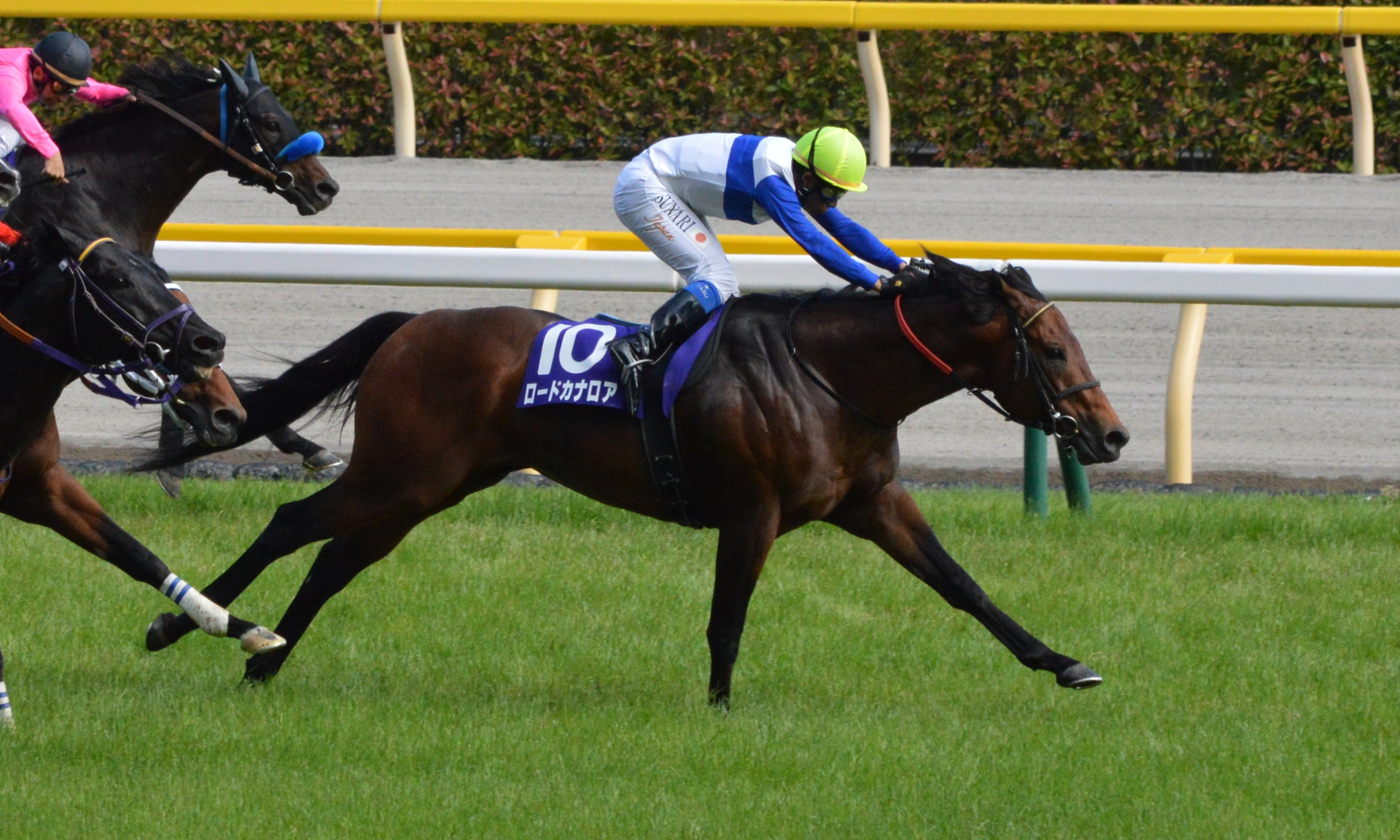
出戰安田紀念的龍王

夏季放草後於秋季出戰人馬錦標，本次比賽於直路上雖然成功加速衝刺，但被賽事初段經已領放的白山明月成功一放到底，最終以頸位差距獲得第二。
9月29日出戰短途馬錦標。比賽開始後，如同人馬錦標的展開，白山明月開閘後便率先搶佔位置進行領放，而龍王則於中團位置推進。比賽途中，其一直逐步爬升，並於有利位置進入直路。進入直路後，其隨即發揮末腳速度衝刺，並於最後200米的時候超越白山明月，最終以3/4馬位戰勝對手。此次勝利，其成爲計櫻花進王後第二匹連霸短途馬錦標的賽駒，亦成功成爲計花公園、多樂星及桂冠戰士後第四匹於同年度稱霸春秋短途賽的賽駒。
12月8日其再次遠征香港出戰香港短途錦標，此戰亦爲其退役戰。比賽開始後，其於中團靠的位置推進，並於外檔位置通過最後彎道。進入直路後，其隨即進行加速並拋離對手，於最後300米經已有明顯優勢。最終，其於直路末段繼續加速，以舞龍一般的姿態持續拋離對手，以5馬位大勝。
年末，由於其於年間稱霸短途賽事的表現，於以280票全票蟬聯最佳短途馬頭銜，更於日本馬王評選中以209票當選，但最佳4歲以上雄馬則以72票之差再次敗給黃金巨匠。
其後陣營正式宣佈安排其退役，並於2014年1月13日於京都競馬場舉行退役儀式。

### 詳細賽績
| 日期       | 舉辦國家/地區 | 馬場 | 距離   | 級別 | 賽事名稱         | 負重 | 騎師     | 馬號 | 出馬 | 名次 | 時間    | 頭馬（二馬）     |
| ---------- | ------------- | ---- | ------ | ---- | ---------------- | ---- | -------- | ---- | ---- | ---- | ------- | ---------------- |
| 5/12/2010  | 日本          | 小倉 | 草1200 |      | 2歲新馬          | 55   | 古川吉洋 | 3    | 16   | 1    | 1:08.4  | （Ciel et Mer）  |
| 5/1/2011   | 日本          | 中山 | 草1400 | OP   | 青年盃           | 56   | 蛯名正義 | 12   | 13   | 2    | 1:35.1  | Derma Durga      |
| 29/1/2011  | 日本          | 京都 | 草1400 |      | 3歲500萬獎金以下 | 56   | 福永祐一 | 2    | 14   | 2    | 1:22.1  | Rattlesnake      |
| 16/4/2011  | 日本          | 小倉 | 草1200 |      | 龍血樹賞         | 56   | 北村友一 | 4    | 16   | 1    | 1:08.3  | （Aster Wing）   |
| 14/5/2011  | 日本          | 京都 | 草1200 | OP   | 葵葉錦標         | 56   | 北村友一 | 3    | 14   | 1    | 1:09.3  | （Sakura Belle） |
| 6/11/2011  | 日本          | 京都 | 草1200 | OP   | 京洛錦標         | 55   | 福永祐一 | 14   | 16   | 1    | 1:08.0  | （Kyowa Magnum） |
| 26/11/2011 | 日本          | 京都 | 草1200 | GIII | 京阪盃           | 55   | 福永祐一 | 3    | 15   | 1    | 1:08.1  | （大獎天使）     |
| 28/1/2011  | 日本          | 京都 | 草1200 | GIII | 絲路錦標         | 57   | 福永祐一 | 7    | 16   | 1    | 1:08.3  | （榮進德民）     |
| 25/3/2012  | 日本          | 中京 | 草1200 | GI   | 高松宮記念       | 57   | 福永祐一 | 1    | 18   | 3    | 1:10.4  | 真機伶           |
| 17/6/2012  | 日本          | 函館 | 草1200 | GIII | 函館短途錦標     | 56   | 福永祐一 | 1    | 11   | 2    | 1:09.5  | 華倫之夢         |
| 9/9/2012   | 日本          | 阪神 | 草1200 | GII  | 人馬錦標         | 56   | 岩田康誠 | 9    | 16   | 2    | 1:07.3  | 辛辣風味         |
| 30/9/2012  | 日本          | 中山 | 草1200 | GI   | 短途馬錦標       | 57   | 岩田康誠 | 16   | 16   | 1    | 1:06.7  | （真機伶）       |
| 9/12/2012  | 香港          | 沙田 | 草1200 | G1   | 香港短途錦標     | 57   | 岩田康誠 | 4    | 12   | 1    | 1:08.50 | （愛跑得）       |
| 24/2/2013  | 日本          | 阪神 | 草1400 | GIII | 阪急盃           | 58   | 岩田康誠 | 3    | 16   | 1    | 1:21.0  | （神通鼎盛）     |
| 24/3/2013  | 日本          | 中京 | 草1200 | GI   | 高松宮記念       | 57   | 岩田康誠 | 11   | 17   | 1    | 1:08.1  | （華倫之夢）     |
| 2/6/2013   | 日本          | 東京 | 草1600 | GI   | 安田記念         | 58   | 岩田康誠 | 10   | 18   | 1    | 1:31.5  | （湘南聲威）     |
| 8/9/2013   | 日本          | 阪神 | 草1200 | GII  | 人馬錦標         | 58   | 岩田康誠 | 9    | 13   | 2    | 1:07.5  | 白山明月         |
| 29/9/2013  | 日本          | 中山 | 草1200 | GI   | 短途馬錦標       | 57   | 岩田康誠 | 10   | 16   | 1    | 1:07.2  | （白山明月）     |
| 8/12/2013  | 香港          | 沙田 | 草1200 | G1   | 香港短途錦標     | 57   | 岩田康誠 | 1    | 14   | 1    | 1:08.25 | （獨掌全權）     |

## 退役後
2018年龍王被選出為日本中央競馬會第33匹殿堂馬，於190票中取得156票。
退役後，龍王成爲了配種馬，於北海道安平町社台Stallion Station休養，於2014年進行配種，配種費爲500萬日圓。首批子嗣於2015年出身。首批子嗣可於2017年出賽。2018年1月8日，杏目在新山紀念取勝，成為首匹在分級賽取勝的子嗣。4月8日，杏目於櫻花賞取勝，成爲首匹於一級賽取勝的龍王子嗣，其後杏目更勇奪優駿牝馬（日本橡樹大賽）及秋華賞，成爲史上第五匹雌馬三冠得主，更於2020年奪得日本盃後成爲唯一一匹合共於中央及海外奪得草地一級賽九勝的賽駒。2023年6月6日，杏目以200票成功當選殿堂馬，成功達成父女殿堂馬的成就。

### 主要子嗣

#### 一級賽優勝子嗣
粗體字為一級賽
2015年生
- 絕嶺之峽（春季錦標、一哩冠軍賽）
- 野田重擊（京阪盃、絲路錦標、堅蘭盃、海洋錦標、京王盃春季盃、人馬錦標、香港短途錦標、高松宮紀念）
- 杏目（新山紀念、櫻花賞、優駿牝馬、秋華賞、兩次日本盃、 杜拜草地大賽、兩次秋季天皇賞、維多利亞一哩賽）

2016年生
- 農神節慶（希望錦標、皋月賞、神戶新聞盃、金鯱賞）
- 熱望（根岸錦標、日本育馬場盃短途賽、東京盃）
- 初勁（CBC賞、高松宮紀念）

2017年生
- 本初之海（福島紀念、中山紀念、 杜拜草地大賽、 沙特盃）
- Tagaloa（ 藍鑽石錦標、 哥連希斯錦標）

2019年生
- 野田赤蠍（雅靈頓盃、NHK一哩賽）
- 里見夢境（函館短途錦標、堅蘭盃、高松宮紀念）

2020年生
- 葡北佳景（根岸錦標、二月錦標）
- 寶徠歌劇（春季錦標、挑戰盃、兩次大阪盃）
- 寬道路（女皇伊利沙伯二世盃、府中牝馬錦標）

#### 分級賽優勝子嗣
2015年生
- Jo Kana Chan（夏季短途錦標）
- Trois Etoiles（兩次京成盃秋季讓賽）
- 赤雅駿（中山金盃、新潟大賞典）
- R Star（小倉紀念）
- 全音階（兩次天鵝錦標、阪神盃）

2016年生
- 行進曲（讀賣盃）
- 嬌花吐艷（雅靈頓盃、京都牝馬錦標）
- 鵠志王（目黑紀念、美國賽馬會盃）
- Val d'Isere（新山紀念）
- 盡情享受（中京紀念）
- 奇想家（小倉兩歲錦標、京王盃兩歲錦標）

2017年生
- Know It All（ 得雲市育馬雌馬錦標）
- 旅程愉快（北九州紀念）
- 星環獵戶（兵庫冠軍錦標）
- 好愛美（福島紀念）

2018年生
- 逐天時（打吡公爵挑戰盃）
- 網狀星雲（阪神春季跳欄賽）
- 念念（葵葉錦標、堅蘭盃）
- June Velocity（三次東京跳欄錦標、阪神跳欄錦標、東京跳欄賽）
- 竹園特快（亮星錦標）

2019年生
- 爍亮麗（小倉牝馬錦標）
- 莊嚴詠歌（雌馬賽）
- 飛迅神王（京王盃兩歲錦標）
- 赤夢（京王盃春季盃）
- 神寶帶（關屋紀念）
- （函館短途錦標）

2020年生
- 紙牌女王（綠松石錦標、皇后錦標）
- 湧泉王（杜若紀念）
- 開天君（根岸錦標、武藏野錦標）
- 君王之王（日經新春盃）

2021年生
- Ask One Time（小倉兩歲錦標）
- Keep Calm（白鷺錦標）

2022年生
- Run for Vow（每日盃兩歲錦標）
- Dantsu Elan（夢幻錦標）

#### 在香港服役的子嗣
自2017-2018馬季開始，「龍王」已有子嗣在香港服役，包括「花月良宵」、「喜盈寶」、「龍來了」、「駿步騰飛」、「開心勇駒」。

## 血統簡介
父系夏威夷王爲日本賽駒，生涯戰績極爲優秀，僅得一戰未能獲勝，曾勝出一級賽NHK一哩賽及東京優駿（日本打吡），爲日本史上首匹贏得變則二冠的賽駒。祖父金滿寶爲美國生產的法國賽駒，曾三勝一級賽，亦爲近代著名種馬之一。
母系Lady Blossom爲日本賽駒，生涯戰績可圈可點，雖然有勝場但仍然未能突破條件戰級別。外祖父爲美國著名種馬雷貓，爲1990年代最具代表性的種馬之一。

### 血統表
| 父線：金滿寶系（淘金者系）                              |                             |            |                |
| 種馬 夏威夷王 2001年（棗色）                            | 金滿寶 1990年（棗色）       | 淘金者     | Raise a Native |
| 種馬 夏威夷王 2001年（棗色）                            | 金滿寶 1990年（棗色）       | 淘金者     | Gold Digger    |
| 種馬 夏威夷王 2001年（棗色）                            | 金滿寶 1990年（棗色）       | Miesque    | 雷利耶夫       |
| 種馬 夏威夷王 2001年（棗色）                            | 金滿寶 1990年（棗色）       | Miesque    | Pasadoble      |
| 種馬 夏威夷王 2001年（棗色）                            | Manfath 1991年（深棗色）    | 最後大官   | Try My Best    |
| 種馬 夏威夷王 2001年（棗色）                            | Manfath 1991年（深棗色）    | 最後大官   | Mill Princess  |
| 種馬 夏威夷王 2001年（棗色）                            | Manfath 1991年（深棗色）    | Pilot Bird | Blakeney       |
| 種馬 夏威夷王 2001年（棗色）                            | Manfath 1991年（深棗色）    | Pilot Bird | The Dancer     |
| 繁殖雌馬 Lady Blossom 1996年（棗色）                    | 雷貓 1983年（深棗色）       | 雷鳥       | 北地舞人       |
| 繁殖雌馬 Lady Blossom 1996年（棗色）                    | 雷貓 1983年（深棗色）       | 雷鳥       | South Oceam    |
| 繁殖雌馬 Lady Blossom 1996年（棗色）                    | 雷貓 1983年（深棗色）       | Terlingua  | 秘書處         |
| 繁殖雌馬 Lady Blossom 1996年（棗色）                    | 雷貓 1983年（深棗色）       | Terlingua  | Crimson Saint  |
| 繁殖雌馬 Lady Blossom 1996年（棗色）                    | Saratoga Dew 1989年（棗色） | Cormorant  | His Majesty    |
| 繁殖雌馬 Lady Blossom 1996年（棗色）                    | Saratoga Dew 1989年（棗色） | Cormorant  | Song Sparrow   |
| 繁殖雌馬 Lady Blossom 1996年（棗色）                    | Saratoga Dew 1989年（棗色） | Super Luna | In Reality     |
| 繁殖雌馬 Lady Blossom 1996年（棗色）                    | Saratoga Dew 1989年（棗色） | Super Luna | Alada          |
| 雌系：Somethingroyal系（號族：2-s）                     |                             |            |                |
| 五代內近親交配：北地舞人 5×5×4、秘書處 + Syrian Sea 4×5 |                             |            |                |

## 命名由來
名字中，Lord（ロード）是馬主Lord Horse Club Co. Ltd.之冠名，出自俱樂部名字，帶有貴族等意思，亦可指代上帝；Kanaloa（カナロア）則是夏威夷神話中的海神卡那羅，聯想自父系夏威夷王的名字，香港則結合兩者所代表的意思，翻譯为「龍王」。

## 外部連結
- 龍王 netkeiba.com （页面存档备份，存于）
- 血統表 （页面存档备份，存于）